# Strategic Rail Authority
De Strategic Rail Authority (SRA) was de Britse overheidsorganisatie die de spoor-concessies aan private bedrijven toekende en opvolgde. De organisatie werd in 1996 opgericht, toen de privatisering van de Britse spoorwegen een feit werd. 
Het passagiers- en goederenverkeer werd overgenomen door een 30-tal private investeerders.
De SRA gaf de concessies (franchises) aan de bedrijven die treindiensten aanbieden. Het komt erop neer dat elke maatschappij een route krijgt waar hij naar eigen inzichten treinen op kan laten rijden. Deze maatschappijen moeten soms wel de routes delen met andere spoorwegbedrijven. Dit had echter niet het gewenste effect: veel vertragingen waarbij iedereen elkaar de schuld gaf. De SRA streefde er daarom ook naar om dit in de toekomst tot een minimum te beperken: elke maatschappij krijgt een gebied in het land waar het treinen op kan laten rijden.
De concessies duren meestal enkele jaren, bij een positief advies kunnen daarna concessies voor 10 of 20 jaar worden uitgereikt. De SRA kon de concessie ook intrekken, bij een slecht financieel beleid of wanbeheer. Dit gebeurde bij Connex South Eastern in november 2003.
Bepaalde personenvervoerders en de goederenbedrijven zijn vrijgesteld van concessies, de zogenaamde open-access bedrijven zoals Hull Trains, Eurostar en GB Railfreight. Dit zijn maatschappijen die niet onder het concessiesysteem werken en treindiensten uitbaten op eigen initiatief, en op eigen verantwoordelijkheid.
De spoorweginfrastructuur ligt in handen van Network Rail (het voormalige Railtrack). De spoorwegondernemingen huren het gebruik van de infrastructuur.
In 2005 is de Strategic Rail Authority opgeheven. Het Department for Transport, het Britse ministerie van Verkeer, heeft de (meeste) taken van de SRA overgenomen. 